# Bouffay (Nantes)
Pour les articles homonymes, voir Bouffay.
Le Bouffay est une partie ancienne de la ville de Nantes, située dans le quartier centre-ville et plus précisément dans le micro-quartier Decré-Cathédrale, qui correspond à la ville antique et médiévale. C'est là qu'a été construit le premier château de Nantes (Xe siècle), aujourd'hui disparu.
De nos jours, le Bouffay, zone piétonne où se trouvent de nombreux restaurants et bars, est un des quartiers les plus touristiques de la ville.

## Description

### Situation
Le Bouffay est délimité par la rue de Verdun au nord et par la ligne 1 du tramway au sud, par le cours des 50-Otages à l'ouest et par le secteur du château à l'est. 
Il est desservi par la ligne 1 du tramway (station Bouffay). La station Commerce, située à proximité, est également desservie par les lignes 2 et 3.

### Urbanisme
L'odonymie (« place du Pilori », « rue de la Juiverie »), et l'aspect architectural et urbain du Bouffay gardent les traces de l'ancienneté du quartier. 
Les rues y sont étroites et on y note la présence de quelques maisons à colombage du XVe siècle, dont la maison des Apothicaires, ainsi que quelques hôtels particuliers datant de la même époque, comme l'« hostellerie des Jacobins », l'hôtel de Bruc ou l'hôtel Saint-Aignan.
Il comporte aussi un espace dégagé, la place du Bouffay, correspondant à l'ancien château.

## Origine du nom
Le nom de « Bouffay » apparait à la fin du Xe siècle à l'époque de la construction du château du Bouffay sous le règne du duc Conan Ier. 
Les documents anciens fournissent des graphies diverses comme Bouffaio, Bouffedio, Bufeto, Boffredum ou Bufetum, mais aucune ne permet de donner une étymologie satisfaisante.

## Histoire

### Des origines au Bas Empire (Vesiècle)
Il est fort probable qu'il existait avant la conquête romaine, une bourgade celte qui commençait déjà à avoir une vocation à la fois industrielle (on a retrouvé dans la région nantaise des vestiges d'une industrie du bronze très florissante) et commerciale, où l'on échangeait du blé, du chanvre, de la laine, des salaisons de porcs, des chaussures et harnachements de cuir, des outils et des armes en bronze (ou en fer), contre des vases grecs, des tapis, des bijoux, des huiles et du vin venant des contrées du Sud.
Ce n'est qu'après la conquête romaine, au Ier siècle av. J.-C. que la cité de Condevincum (du latin signifiant « confluence ») allait connaître le début d'une véritable expansion. Celle-ci occupait alors une superficie de 16 hectares, centrée essentiellement sur le quartier du Bouffay. Et était délimitée approximativement :
- au sud, par la Loire (actuelles allées de Flesselles, de la Tremperie et du Port Maillard) ;
- à l'ouest et au nord, par les abords de l'Erdre (actuel Cours des 50-Otages), et plus exactement les rues « de la Paix », « des Carmes », « Saint-Léonard » et « Garde Dieu » (qu'elle rejoint en ligne droite depuis la porte Saint-Pierre) ;
- à l'est, par les cours Saint-Pierre et Saint-André.

Il faut également préciser que les cours de la Loire et de l'Erdre étaient à l'époque beaucoup plus larges qu'ils ne l'étaient au moment des comblements dans les années 1930-1940.
Entre le IIe et le IVe siècle, Condevincum était peuplé d'environ 20 000 habitants et comportait un forum situé non loin du port (à l'emplacement de l'actuelle Place du Bouffay). Celui-ci semblait être orné de portiques et autres monuments remarquablement sculptés.
L'ensemble était alors cerné d'une muraille de 1 665 mètres de circonférence, bâtie en briques sur une assise de moellons, épaisse de 4,50 mètres au maximum, et agrémentée de plusieurs tours. Quelques poternes facilitaient l'entrée dans la cité (les vestiges les mieux conservés à l'heure actuelle restant ceux de la porte Saint-Pierre, large de 2,55 et longue de 8,70 mètres permettant le passage d'un chariot).
Comme dans beaucoup d'autres cités fluviales, les nautes de la Loire (« nautae ligerici ») formait une riche et puissante corporation d'armateurs qui avait la haute main sur le trafic de la Loire et détenait un poids important dans l'administration de la cité.
Le christianisme apparaît dans la région nantaise au IIIe siècle, illustré par le martyre de saint Donatien, et son frère saint Rogatien vers 288. Le premier sanctuaire chrétien à Nantes fut d'ailleurs construit à l'extérieur de la cité, sur le domaine familial (à l'emplacement de l'actuelle basilique qui leur est dédiée). Cependant, il faudra attendre l'édit de tolérance de l'Empereur Constantin Ier en 313, pour voir s'édifier la première cathédrale nantaise, là où se dresse l'actuel édifice. Nantes devenant très tôt le siège d'un évêché dans la mouvance de la métropole de Tours.

### Le Haut Moyen Âge (Vesiècle-XIIIesiècle)
Après la chute de l'Empire romain d'Occident, Nantes connaît une période de troubles et d'anarchie. Seul l'autorité de l'évêque de la cité, Saint Félix Ier, finit par s'imposer, gouvernant la ville pratiquement seul de 550 à 583. Ce dernier laissera le souvenir d'un administrateur hors pair, d'un diplomate avisé et d'un grand bâtisseur. Ainsi, non seulement lui devra-t-on l'achèvement d'une magnifique cathédrale (pour laquelle il fera venir du marbre d'Italie), mais aussi le creusement du canal qui porte actuellement son nom, au sud-est de la cité, et qui était destiné à lutter contre l'envasement du port (situé au niveau de l'actuelle place du Bouffay).
Après la mort de Félix, Nantes sombre de nouveau dans une période d'insécurité. Charlemagne y établira un Comté, afin de lutter contre les incursions bretonnes. La rivalité entre le comte et l'évêque se fit alors incessante.
Cette situation ne tarda à profiter aux normands qui attaquèrent une première fois la ville en 843, qu'ils pillèrent, massacrant la population réfugiée dans la cathédrale et tuant l'évêque Gohard. Puis de nouveaux raids eurent lieu en 853, 867, 886. Le dernier d'entre eux, en 919, videra quasiment Nantes de toute sa population, les normands restant sur place pendant près de vingt ans. Il faudra attendre l'arrivée du jeune duc de Bretagne, Alain Barbetorte en 937, pour libérer la ville de leur emprise.
Ce dernier fera de Nantes, enfin libérée, la capitale de son duché. Il fut ainsi considéré comme étant le véritable fondateur de la cité médiévale.
D'après les chroniques, la ville fut divisée en trois quartiers, dont l'un fut placé sous l'administration de l'évêque, les deux autres étant gérées par le duc et ses compagnons d'armes. Ce découpage allait provoquer par la suite d'interminables conflits.
L'ancienne enceinte gallo-romaine fut délaissée et un réduit fortifié fut construit autour du quartier épiscopal : il suffisait à lui seul à abriter la petite communauté urbaine qui se reconstituait, par l'apport d'une population de serfs fugitifs auxquels le duc avait accordé un droit asile sur ses terres.
Après la mort d'Alain Barbe-Torte en 952, Nantes fut le théâtre d'une lutte d'influence entre les maisons comtales : celle de Nantes et celle de Rennes. Ce fut cette dernière, en la personne de Conan Ier le Tort, qui s'imposa en 988.
C'est lui qui fera construire à l'extrémité sud-ouest de la cité (donc sur le côté ouest de la « Place du Bouffay »), le palais comtal que l'on désignera par le nom de « Château du Bouffay ». L'édifice d'abord érigé semble-t-il en bois, gardera sa fonction jusqu'à la construction en 1207 par Guy de Thouars, veuf de Constance, duchesse de Bretagne du premier château dit « de la Tour Neuve » qui sera à l'origine du château des ducs. Par la suite, il deviendra le siège de l'administration municipale, avant d'être rasé lors des travaux d'urbanisme au XIXe siècle.

### XVIIIesiècle
Le 17 février 1718 au soir, un incendie se déclare dans la boutique d'un perruquier et embrase bientôt tous le quartier. L'ensemble des boutiques de la halle sont détruites, seul l'hôtel des Monnaies est épargné de justesse. Cette catastrophe incitera le maire de l’époque, Gérard Mellier, à créer le premier corps de pompiers en 1721.

#### La Révolution française

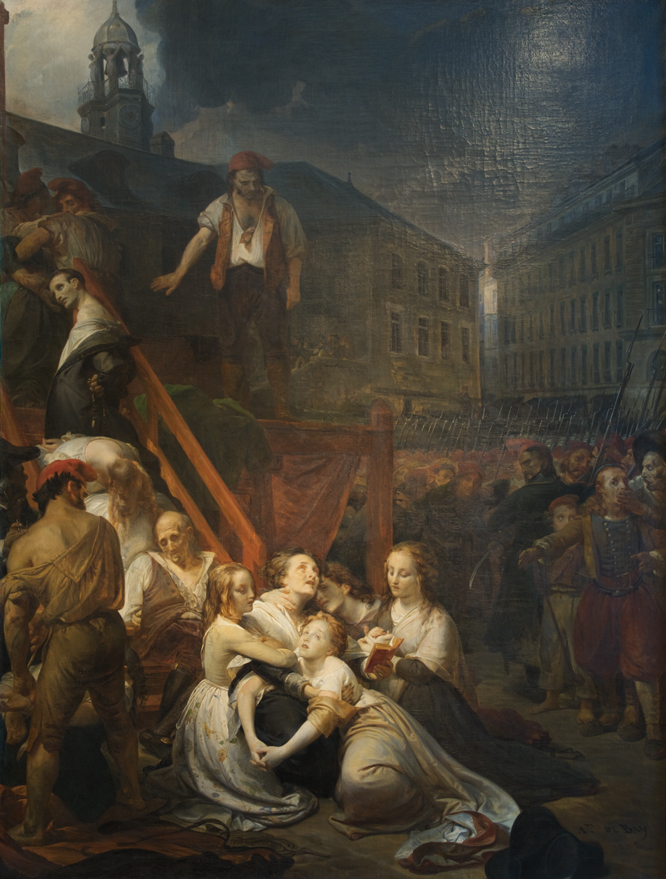
L'exécution des sœurs La Métairie, œuvre du peintre nantais Auguste-Hyacinthe Debay, 1838.

Le quartier comptait une des prisons de Nantes sous la Révolution, la prison du Bouffay. Jean-Baptiste Carrier, envoyé à Nantes pour réprimer les guerres de Vendée, y établit un tribunal révolutionnaire. Il tient régulièrement des discours du haut de la chaire de l'église Sainte-Croix et fait procéder à 144 exécutions à la guillotine sur la place du Bouffay.
Ainsi, le 17 décembre 1793, 24 artisans et laboureurs sont exécutés, parmi lesquels 4 enfants de 13 à 14 ans.
Ces derniers sont suivis, deux jours plus tard, le 19 décembre, par 27 autres victimes envoyées au supplice sans jugement et sans attente sur ordre de Carrier. Parmi elles se trouvait 7 femmes dont les quatre sœurs La Métayrie : Olympe, Claire, Marguerite et Gabrielle, âgées respectivement de 17, 28, 29 et 31 ans. Quelques jours après, le bourreau se suicida.

## Le Bouffay dans la culture populaire
La place du Bouffay apparaît dans une scène du film Une chambre en ville de Jacques Demy, réalisé en 1982.